# Portel-des-Corbières
Portel-des-Corbières là một xã của Pháp, nằm ở tỉnh Aude trong vùng Occitanie.
Người dân địa phương trong tiếng Pháp gọi là Portelais et les Portelaises.

## Hành chính
| Danh sách các xã trưởng                |           |                  |      |         |
| Giai đoạn                              | Giai đoạn | Tên              | Đảng | Tư cách |
| tháng 3 năm 2001                       | 2008      | Patricia CHABAUD |      |         |
| tháng 3 năm 2008                       |           | Roger BRUNEL     |      |         |
| Tất cả các dữ liệu trước đây không rõ. |           |                  |      |         |

## Thông tin nhân khẩu
|                                              |      |      |      |      |      |      |      | 1790 | An II | An IV | An VIII | 1806 | 1812 | 1820 |
| -------------------------------------------- | ---- | ---- | ---- | ---- | ---- | ---- | ---- | ---- | ----- | ----- | ------- | ---- | ---- | ---- |
|                                              |      |      |      |      |      |      |      | 443  | 483   | 495   | 557     | 604  | 646  | 368  |
| 1826                                         | 1831 | 1836 | 1841 | 1846 | 1851 | 1856 | 1861 | 1866 | 1872  | 1876  | 1881    | 1886 | 1891 | 1896 |
| 730                                          | 731  | 795  | 817  | 849  | 903  | 854  | 879  | 964  | 989   | 1137  | 1141    | 1528 | 1287 | 1260 |
| 1901                                         | 1906 | 1911 | 1921 | 1926 | 1931 | 1936 | 1946 | 1954 | 1962  | 1968  | 1975    | 1982 | 1990 | 1999 |
| 1251                                         | 1220 | 1135 | 1217 | 1241 | 1217 | 1199 | 888  | 876  | 857   | 881   | 836     | 889  | 971  | 1053 |
| Số liệu từ năm 1968: Dân số không tính trùng |      |      |      |      |      |      |      |      |       |       |         |      |      |      |